# Zamek w Krasiczynie
Zamek w Krasiczynie – zabytkowy zamek w Krasiczynie.
Obiekt wybudowany w stylu renesansowo-manierystycznym, pierwotnie zbudowany na przełomie XVI i XVII w. Budowę zamku rozpoczął kasztelan przemyski Stanisław Sieciński. Charakterystyczne dla niego są cztery odmienne wieże narożne: Boska, Papieska, Królewska i Szlachecka. Zamek jest otoczony parkiem. Od 20 kwietnia 2018 roku nosi status Pomnika Historii.

## Historia

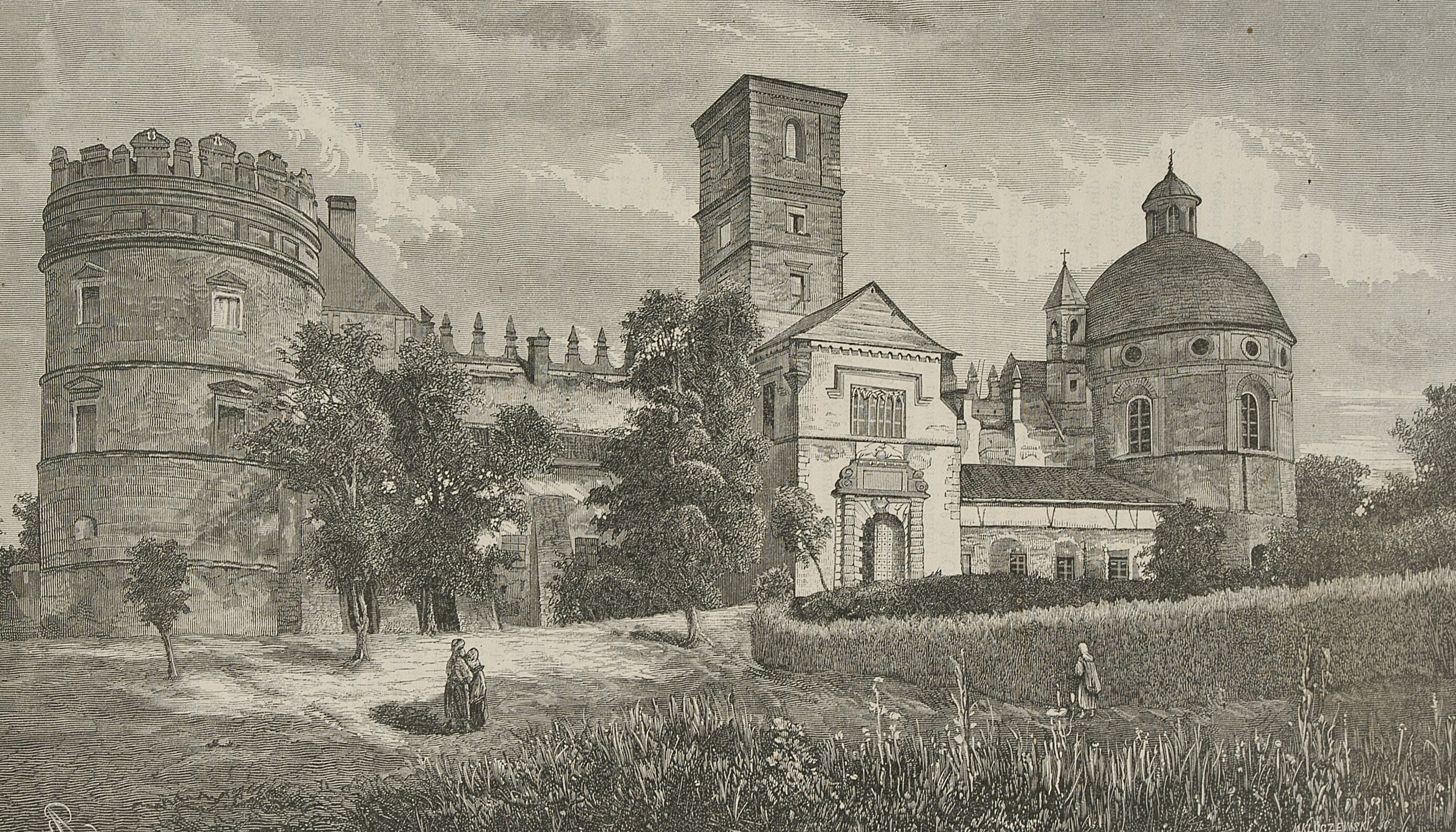
Zamek w Krasiczynie przed 1890

W trzeciej ćwierci XVI w. Jakub z Siecina herbu Rogala (protoplasta rodu Krasickich) wzniósł drewniano-murowane fortalicjum na rzucie czworoboku, w skład którego wchodziła murowana brama tkwiąca nadal w skrzydle północnym zamku, drewniany dwór oraz wały ziemne i fosy. Około 1580-1590 r. z inicjatywy kasztelana przemyskiego Stanisława Siecińskiego (który po założeniu miasta przyjął nazwisko Krasicki) zbudowano murowany zamek na planie czworoboku, z czterema basztami-bastejami w narożach, otoczony stawami. Wzdłuż muru, po wschodniej stronie, zbudowano skrzydło mieszkalne. Od północy i zachodu pałac otaczały rozlewiska, podnosząc możliwości obrony. Stanisław był także założycielem pobliskiego miasteczka, które powstawało w latach 1615-1620.
Zamek w latach 1598-1633 został rozbudowany na polecenie syna Stanisława, wojewody podolskiego Marcina Krasickiego, który przekształcił go w manierystyczną siedzibę rezydencjonalno-obronną. Wzniesiono dwukondygnacyjne mieszkalne skrzydło wschodnie. Podwyższono wtedy kurtyny i baszty, zaopatrując je w ozdobne, ażurowe attyki. Jedną z baszt przekształcono na kaplicę i nakryto kopułą a bramę w skrzydle zach. nadbudowano o wieżę, tzw. Zegarową, a od strony dziedzińca dodano piętrową loggię. Od strony dziedzińca wzniesiono parterowe krużganki.

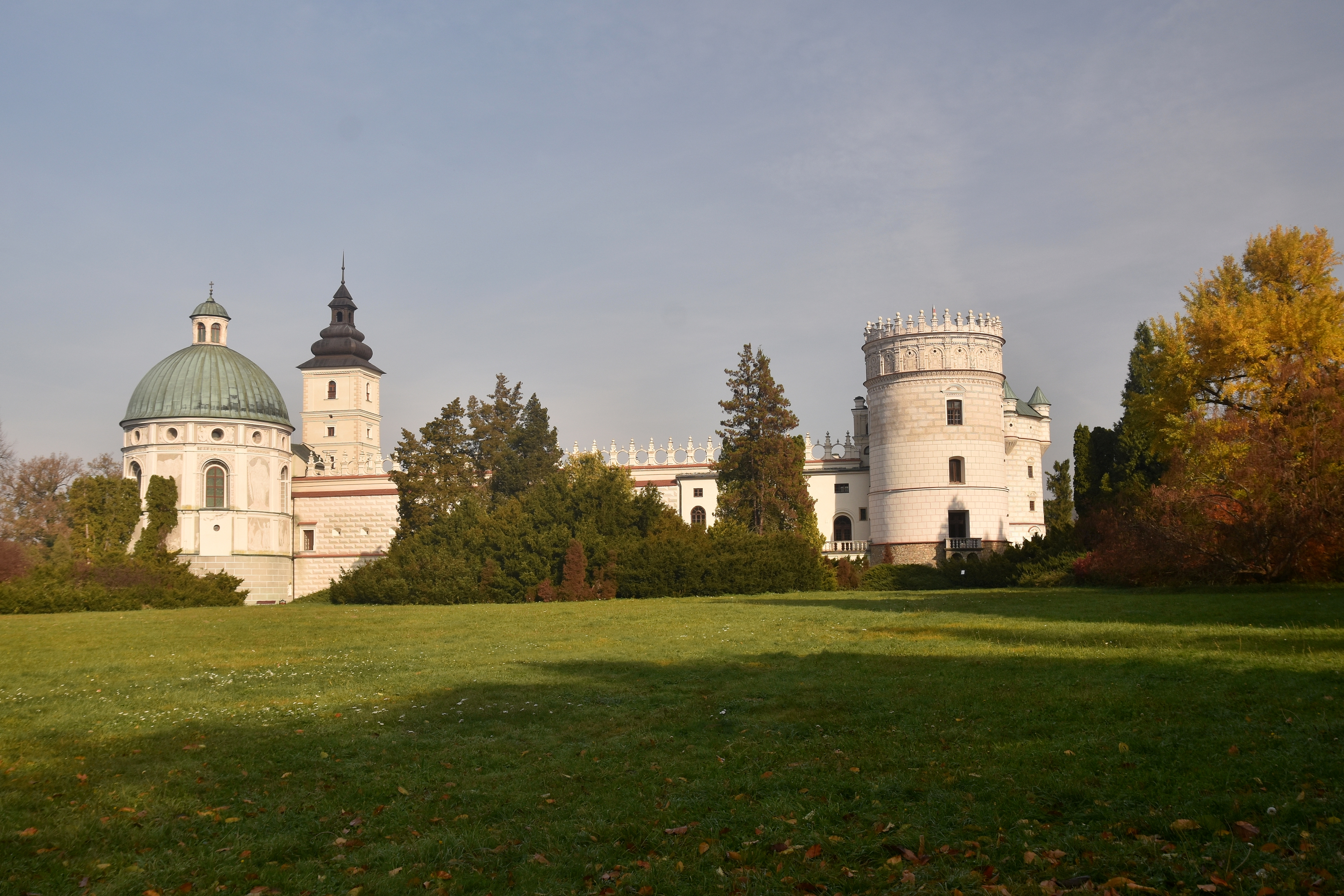
Widok od strony zachodniej

Wtedy w narożu północno-zachodnim założenia zamkowego powstała Baszta Papieska. Swą nazwę zawdzięcza temu, że znajdowały się tam pokoje gościnne przeznaczone dla wysokich dostojników kościelnych. Prawdopodobnie gościł tam nuncjusz papieski Cosimo de Torres, który to w kaplicy znajdującej się w Baszcie Boskiej wręczyć miał miecz poświęcony przez papieża, starającego się skłonić Polaków do wzięcia udziału w wojnie z Turkami. Sufity w tych komnatach zdobiły dekoracje malarskie i snycerskie. Były tam obrazy związane z elekcją papieża i jego wjazd do Watykanu oraz portrety papieży. Na zewnątrz ozdobiona była dekoracjami sgraffitowymi. Baszta papieska ozdobiona jest attyką.
W latach 1594–1614 rozbudowano skrzydło północne, umieszczając tam pokoje właściciela oraz najbardziej reprezentacyjną komnatę, tzw. Izbę Stołową Wielką Królewską. Zbudowano kolejne baszty, którym nadano nazwy: Boska, Królewska i Szlachecka. Miało to wraz z Basztą Papieską odzwierciedlać wieczny porządek oraz role Kościoła, króla, papieża i szlachty.
W rękach Krasickich zamek pozostawał do 1687 r., kiedy to na krótko przeszedł w ręce Modrzewskich, a następnie Tarłów. W następnych latach zamek trafił w ręce wojewody lubelskiego Jana Tarły, który był stronnikiem Augusta II, co spowodowało, że w roku 1726 Krasiczyn został najechany przez wojska rosyjskie i Kozaków. Zamek został poważnie zniszczony. Zrabowano wyposażenie komnat, zdewastowano zamkową kaplicę oraz zniszczono Basztę papieską. Podczas odbudowy skrzydło północne zostało podwyższone o jedno piętro i nakryte dachem mansardowym, wykonano nowy hełm wieży zegarowej, przekształcono wnętrza drugiego piętra skrzydła wschodniego oraz zmieniono kształt wielu okien. Elewacje zamku otynkowano, zasłaniając dekoracje sgraffitowe.
W 1834 r. Krasiczyn wraz z innymi wsiami został zakupiony przez Leona Sapiehę i w rękach Sapiehów Krasiczyn pozostał do 1939. Urodził się tu m.in. kardynał Adam Stefan Sapieha. Sapiehowie wprowadzili zwyczaj sadzenia drzew w pałacowym parku po narodzinach każdego dziecka: syna – dębu, córki – lipy. Drzewa te rosną do tej pory.
W 1852 roku w zamku wybuchł pożar powodując znaczne zniszczenia, które usunięto podczas prac remontowo-budowlanych prowadzonych około 1860 roku. Po uszkodzeniach z czasów I wojny światowej, po 1928 roku zamek był restaurowany pod kierunkiem Adolfa Szyszko-Bohusza.
Na początku II wojny światowej zamek został ograbiony przez żołnierzy sowieckich. W 1940 na terenie zamku filmowcy sowieccy kręcili antypolski film pt. „Wiatr ze wschodu”, uzasadniający inwazję ZSRR na Polskę 17 września 1939. W 1941 istniały w pobliżu umocnienia Linii Mołotowa (Przemyski Rejon Umocniony).
Po II wojnie światowej w zamku mieściło się Technikum Leśne, a od lat 70. XX w. mecenat nad nim sprawowała Fabryka Samochodów Osobowych w Warszawie. Po likwidacji FSO w 1996 roku zamek wraz z parkiem przejęła Agencja Rozwoju Przemysłu i przeprowadziła prace remontowo-budowlane i konserwatorskie.
Obecnie w zespole zamkowo-parkowym znajduje się hotel i restauracja. Wstęp do zespołu jest płatny. Niektóre części zamku są udostępnione do zwiedzania za osobną opłatą w grupach z przewodnikiem. W okresie ferii zimowych oraz wakacji letnich w zamku są organizowane wyjazdy zimowiska i kolonie tematyczne dla dzieci i młodzieży z całej Polski.
W czerwcu 2013 Wojewódzki Sąd Administracyjny w Warszawie uwzględnił skargę Michała Sapiehy, który stara się o zwrot zamku w Krasiczynie. WSA uchylił decyzję ministra transportu, iż zamku nie można zwrócić z powodu „nieodwracalnych skutków prawnych”.

## Architektura
Zamek został wybudowany w stylu renesansowo-manierystycznym na planie czworokąta z wewnętrznym dziedzińcem i czterema basztami:
- Boska, z kopułą na szczycie; mieściła kaplicę
- Papieska, zwieńczona attyką, będącą kopią papieskiej korony Klemensa VIII; znajdowały się w niej pokoje gościnne przeznaczone dla wysokich dostojników kościelnych
- Królewska, z sześcioma małymi narożnymi wieżyczkami; mieściły się w niej apartamenty królewskie
- Szlachecka, zwieńczona koroną – kopią korony króla Zygmunta III Wazy[7].

Zewnętrzne i wewnętrzne ściany zamku pokrywa dekoracja sgraffitowa, w sumie zajmuje ona dużą powierzchnię – 7000 m².
Wzdłuż południowego i zachodniego skrzydła dziedzińca biegną krużganki.
Nad portalem bramy w skrzydle zachodnim znajduje się fronton z tablicą pomiędzy  pilastrami zawierającą tekst w języku łacińskim.  Po jej dwóch bokach  spływy wolutowe z płaskorzeźbami przedstawiającymi po dwie głowy (duże). Nad tablicą architraw ozdobiony pięcioma głowami (małymi). Powyżej kartusz zawierający herb Rogala podtrzymywany przez jelenia i tura. Tekst w j. łac. D‎ ‎•‎ ‎O‎ ‎•‎ ‎M‎ ‎•‎ ‎A‎ ‎• MARTINVS‎ ‎KRASICKI‎ ‎IN‎ ‎KRASICZYN‎ ‎S‎ ‎•‎ ‎R‎ ‎• M‎ ‎•‎ ‎INCISOR‎ ‎LVBOMIEN‎ ‎•‎ ‎BOLEMOVIEN‎ ‎•‎ ‎CAP‎ ‎• POSTQ‎ ‎•‎ ‎MORE‎ ‎MAIORVM‎ ‎INVICTISSIMO‎ ‎GRATISSIMOQ‎ ‎•‎ ‎SIGISMUNDO‎ ‎III-‎ ‎POLONORVM‎ ‎ET SVECIE‎ ‎REGI‎ ‎REGNOQ‎ ‎•‎ ‎PATRIO‎ ‎SE‎ ‎AC‎ ‎SVA FIDELITER‎ ‎IMPENDIT‎ ‎AVGENDI‎ ‎CVLTVS‎ ‎DIVINI PATRIE‎ ‎ORNANDE‎ ‎ET‎ ‎IMORTALITATIS‎ ‎NOMINI SVO‎ ‎PARENDE‎ ‎STVDIO‎ ‎ARCI‎ ‎HVIC‎ ‎AB‎ ‎ILLUSTRI‎ ‎ET‎ ‎MAGNIFICO‎ ‎STANISLAO‎ ‎KRASICZKI CASTELANO‎ ‎PREMISLIEN‎ ‎•‎ ‎CVRIE‎ ‎S‎ ‎•‎ ‎R‎ ‎•‎ M‎ ‎•‎ MAGISTRO‎ ‎PARENTE‎ ‎SVO‎ ‎AVSPICATO‎ ‎INCHOATE‎ ‎KRASICIN‎ ‎NOMEN‎ ‎ET‎ ‎VLTIMAM‎ ‎MANVM SVMPTV‎ ‎ET‎ ‎OPERIS‎ ‎PROPRIS‎ ‎IMPOSVIT‎ ‎VNIVERSAMQ‎ ‎‎ ‎HANC‎ ‎MOLEM‎ ‎LABORE‎ ‎INDVSTRIE SVE‎ ‎COMPREHENDIT‎ ‎QUAE‎ ‎EXTERIVS‎ ‎ET‎ ‎INTERIVS‎ ‎EXORNATA‎ ‎ANNO‎ ‎TANDEM‎ ‎16‎ ‎PERFECIT‎ ‎•‎ ‎MEMOR‎ ‎PATRIA‎ ‎GRATA‎ ‎ESTO‎ ‎POSTERITAS‎ ‎•‎ ‎ANNO‎ ‎•‎ ‎DOMINI‎ ‎•‎ ‎M‎ ‎•‎ ‎DC‎ ‎•‎ ‎XIIII‎.

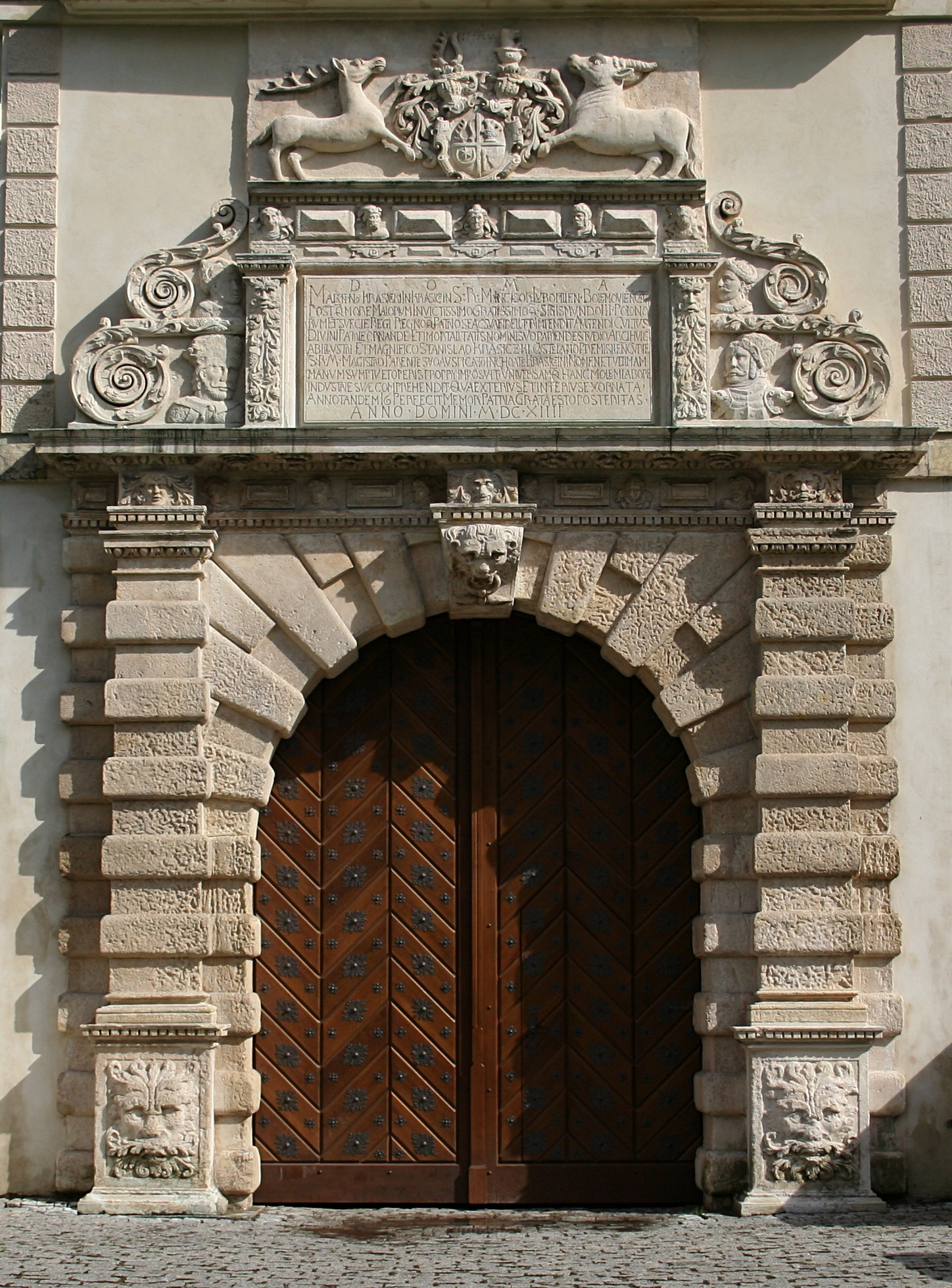
Portal z frontonem
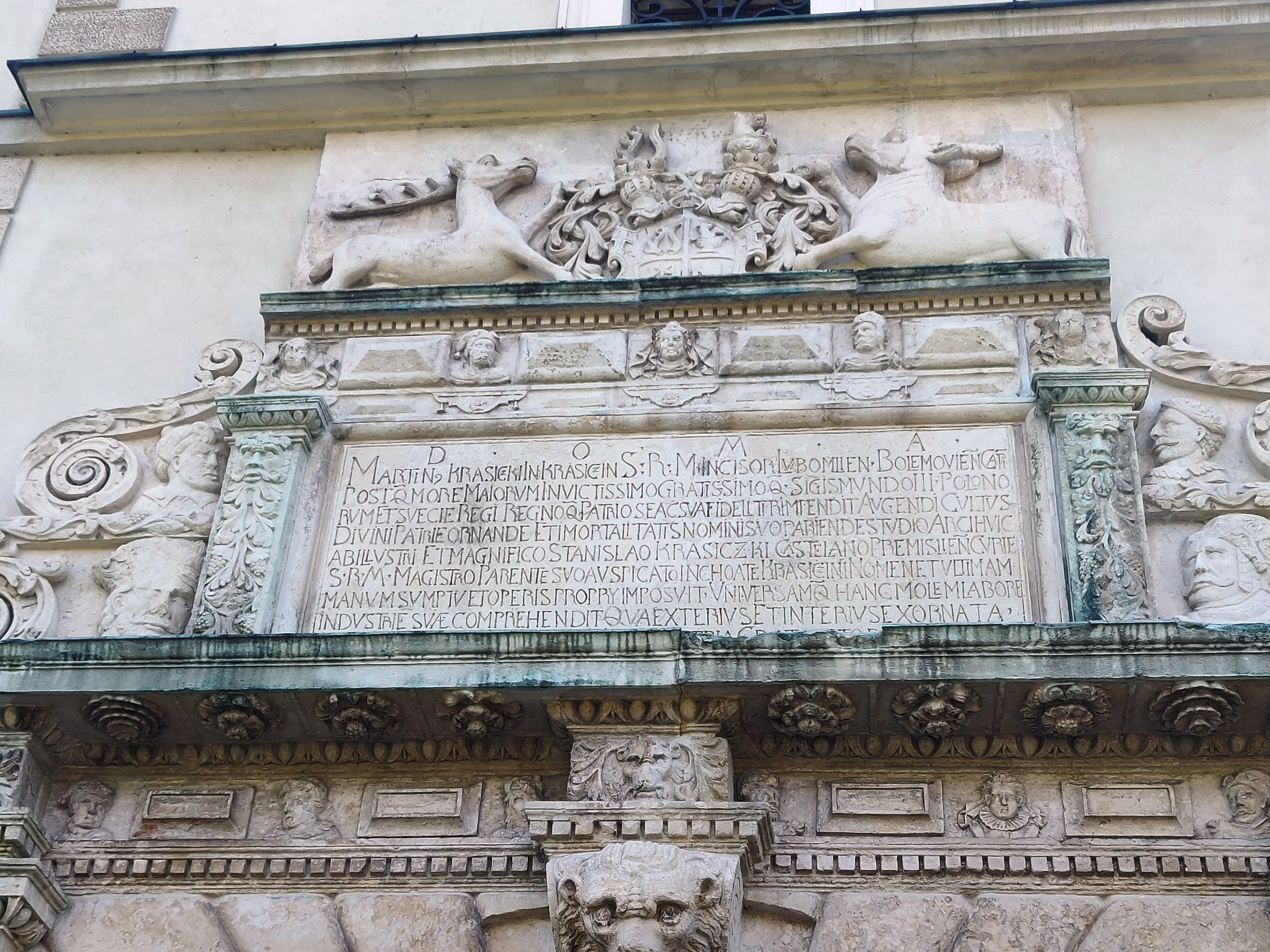
Herb Rogala. Portal w skrzydle zachodnim
Herb Rogala
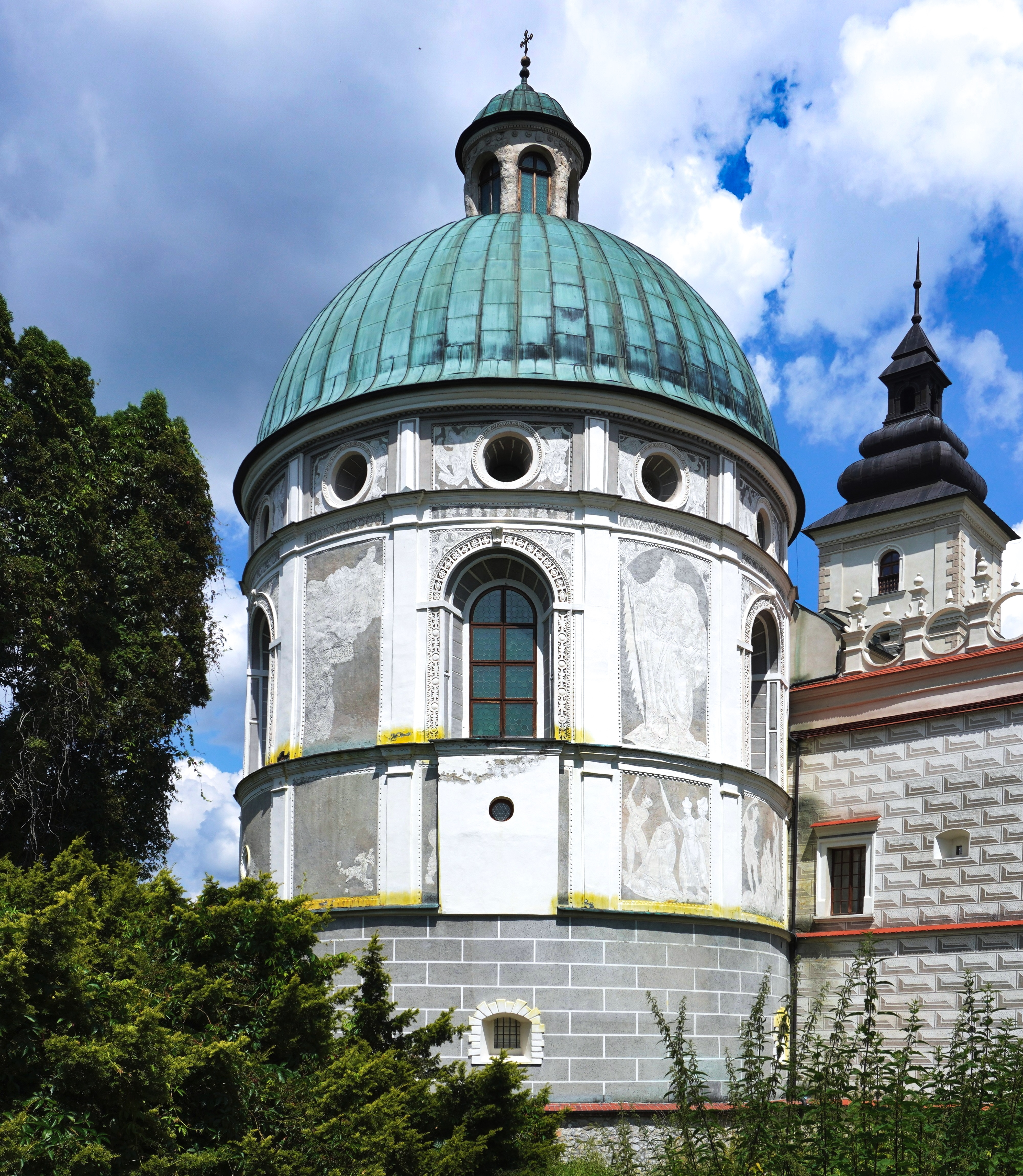
Baszta Boska
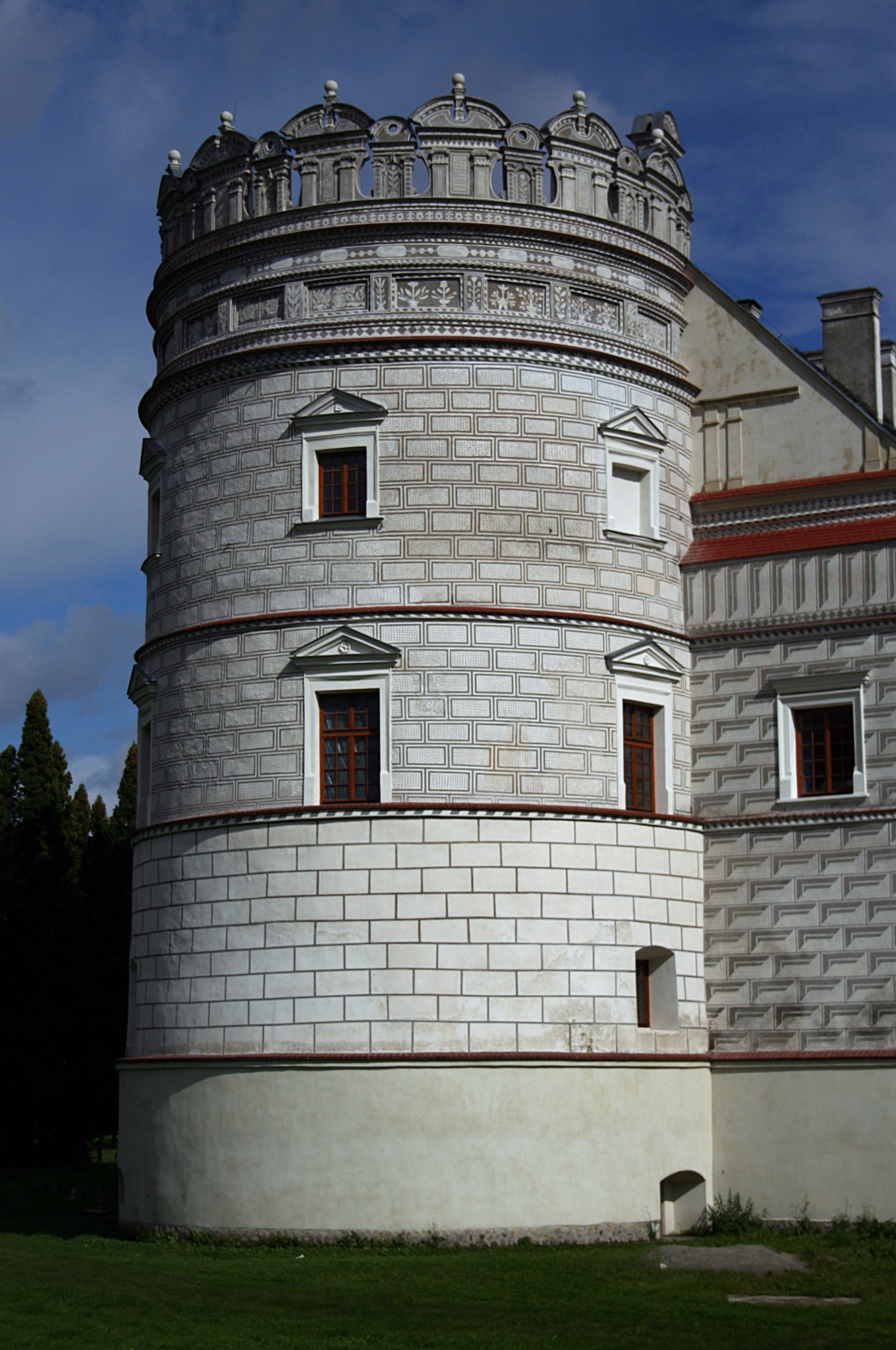
Baszta Papieska
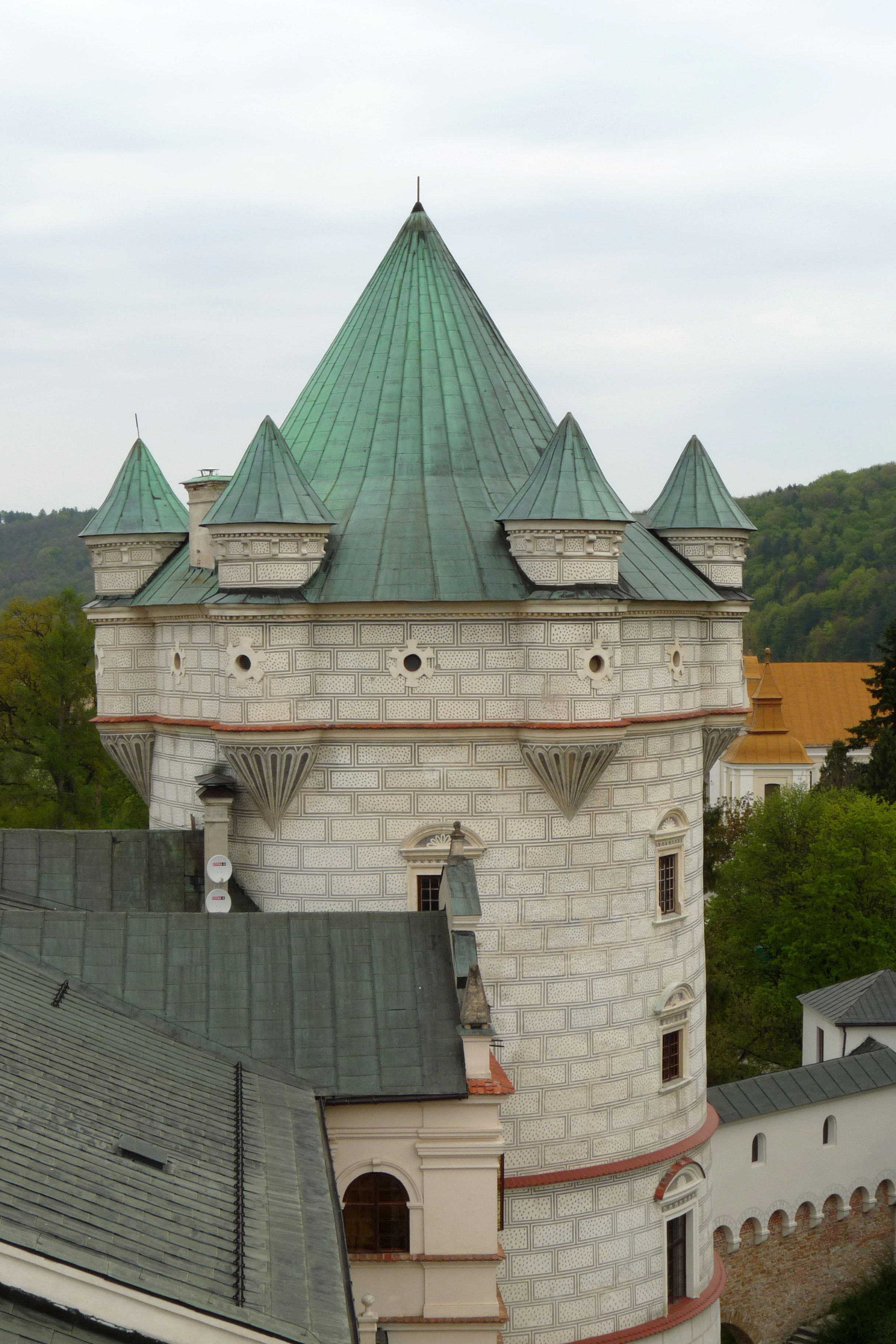
Baszta Królewska
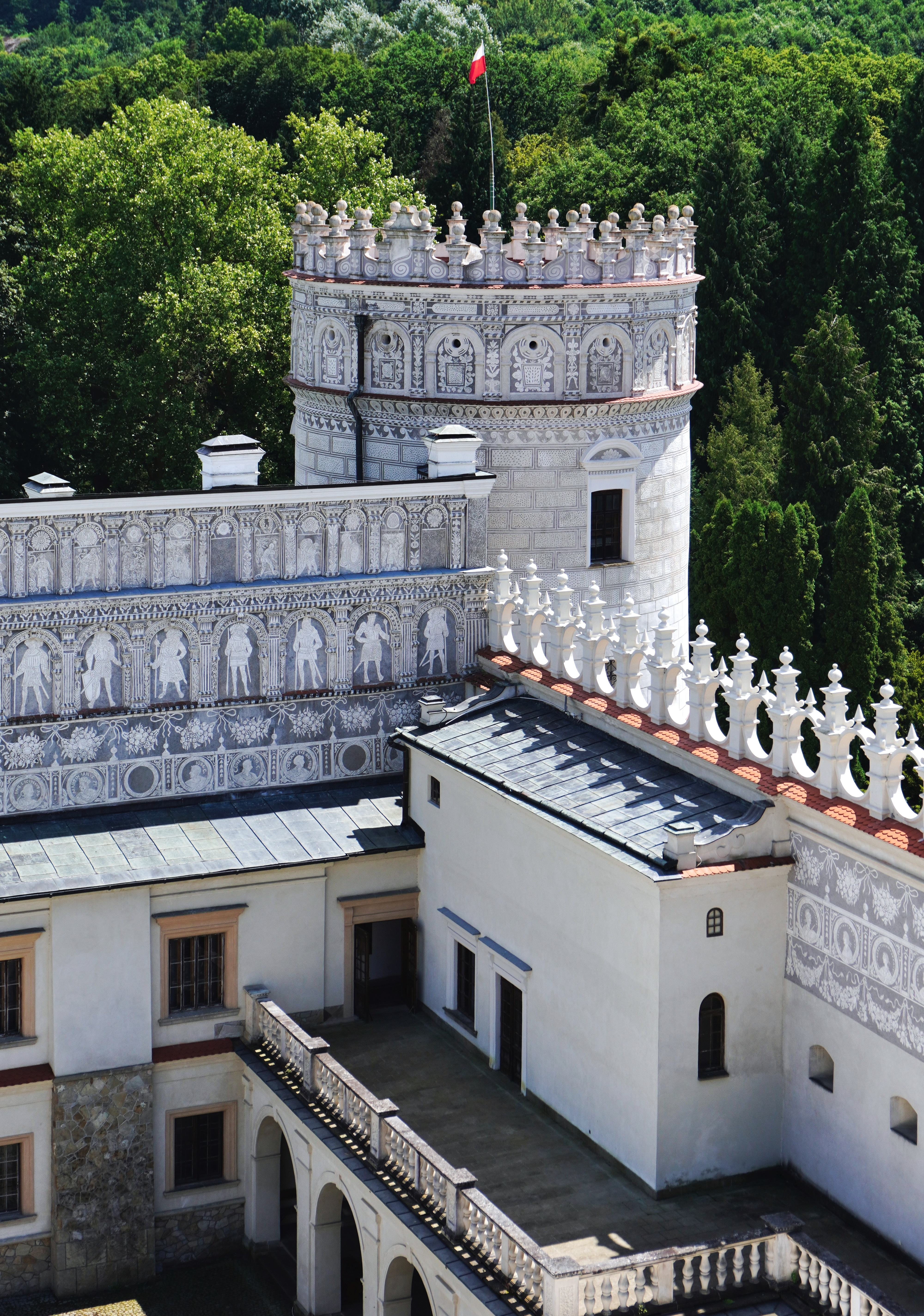
Baszta Szlachecka
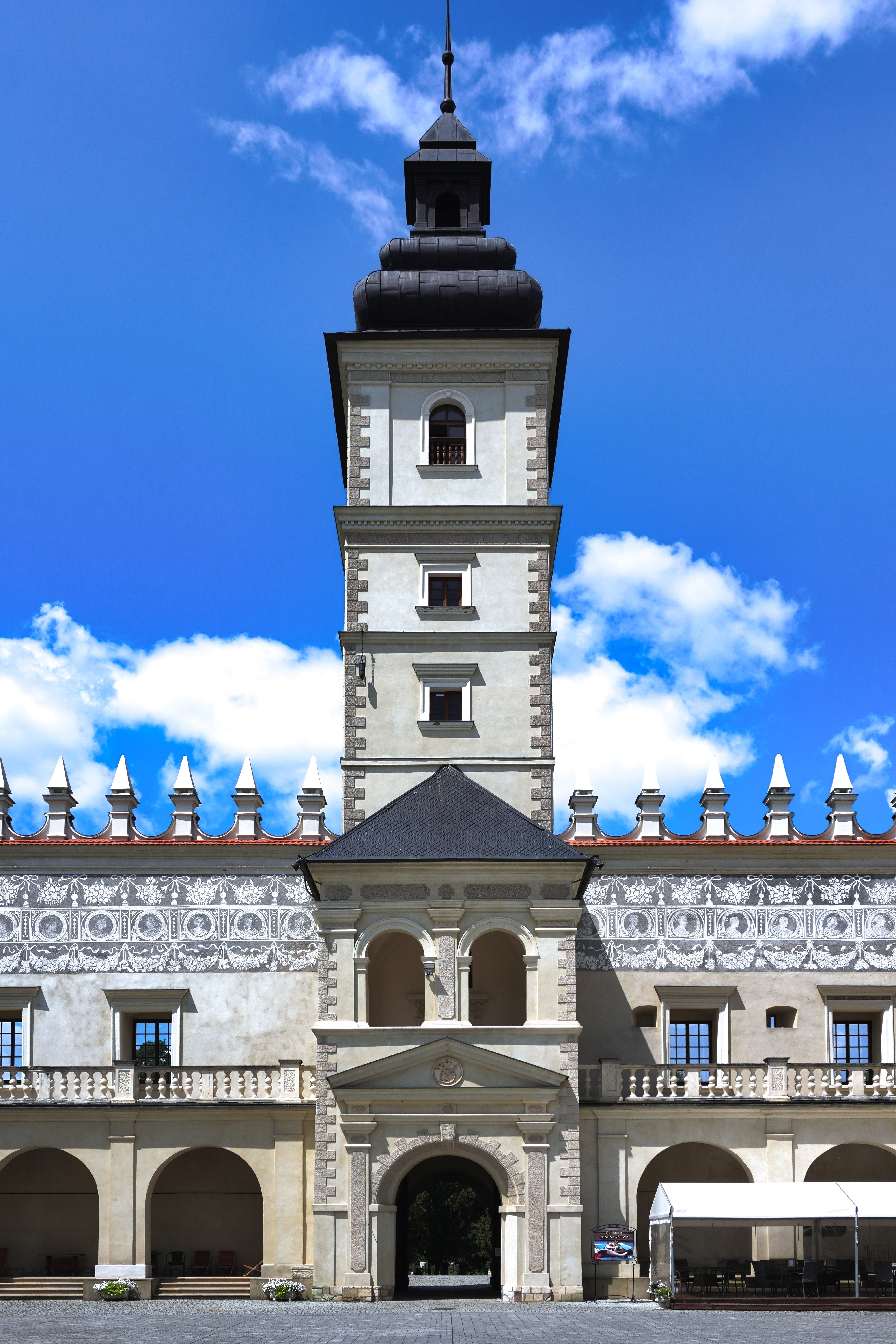
Wieża Zegarowa
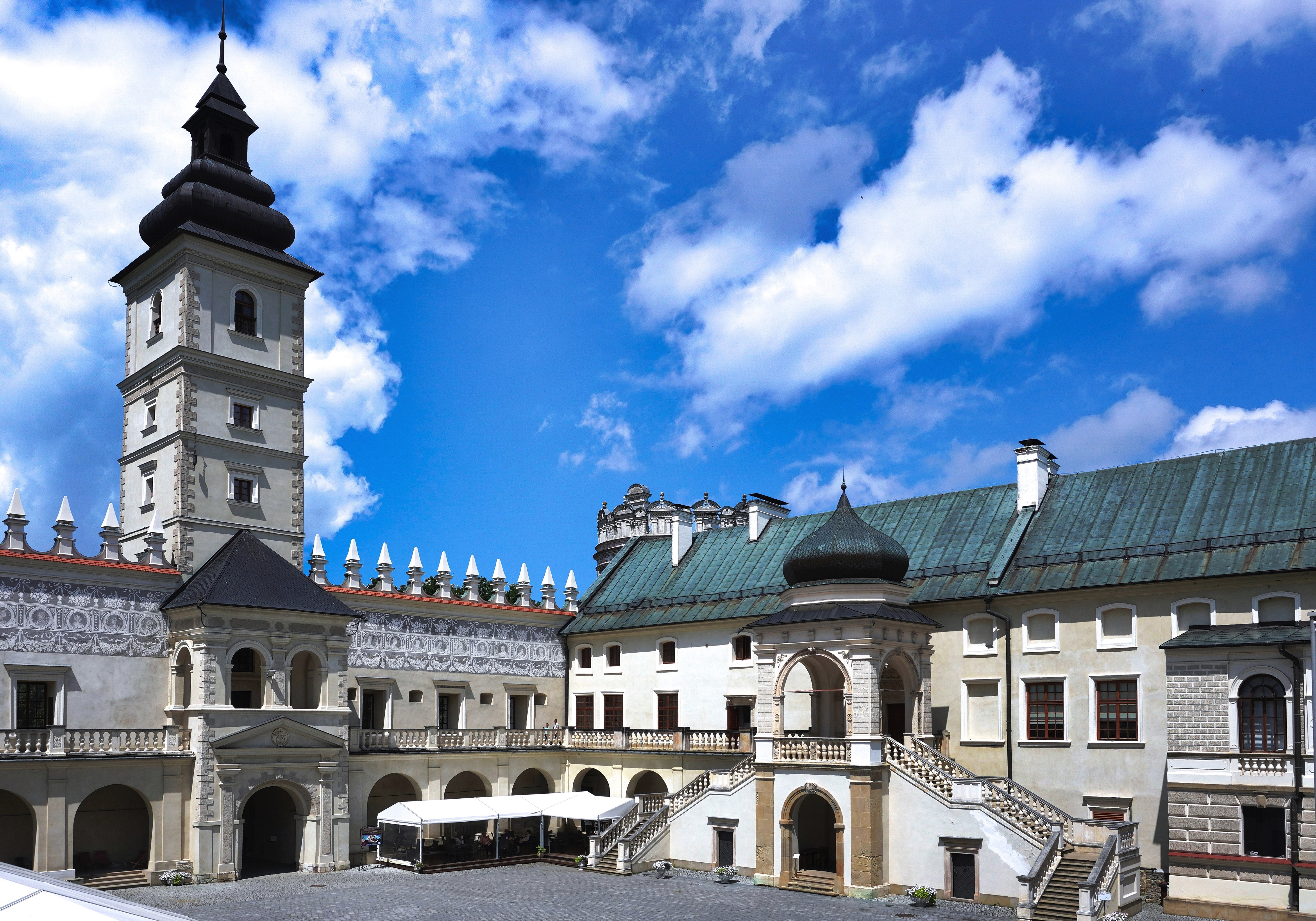
Dziedziniec Zamkowy
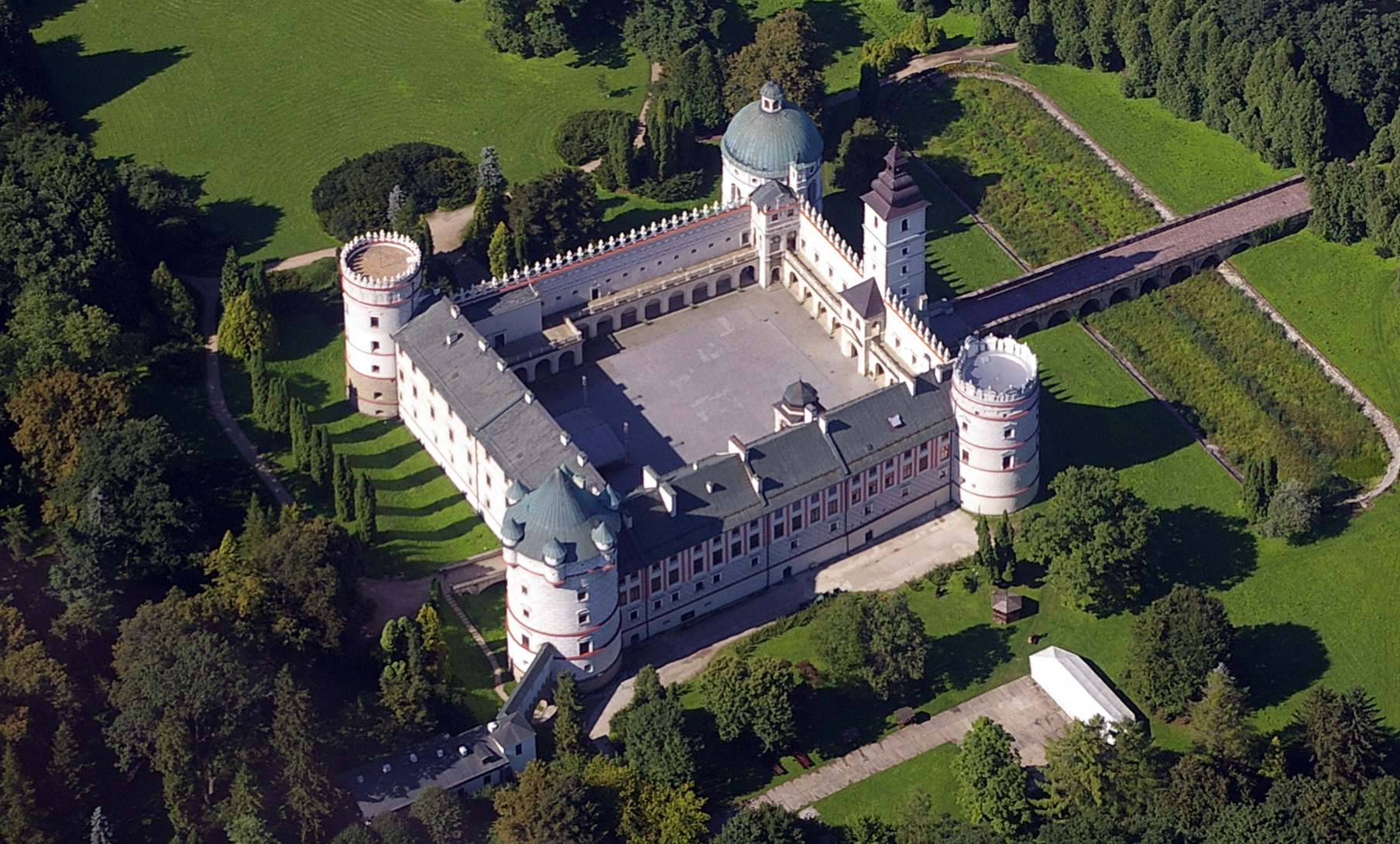
Widok ogólny zamku
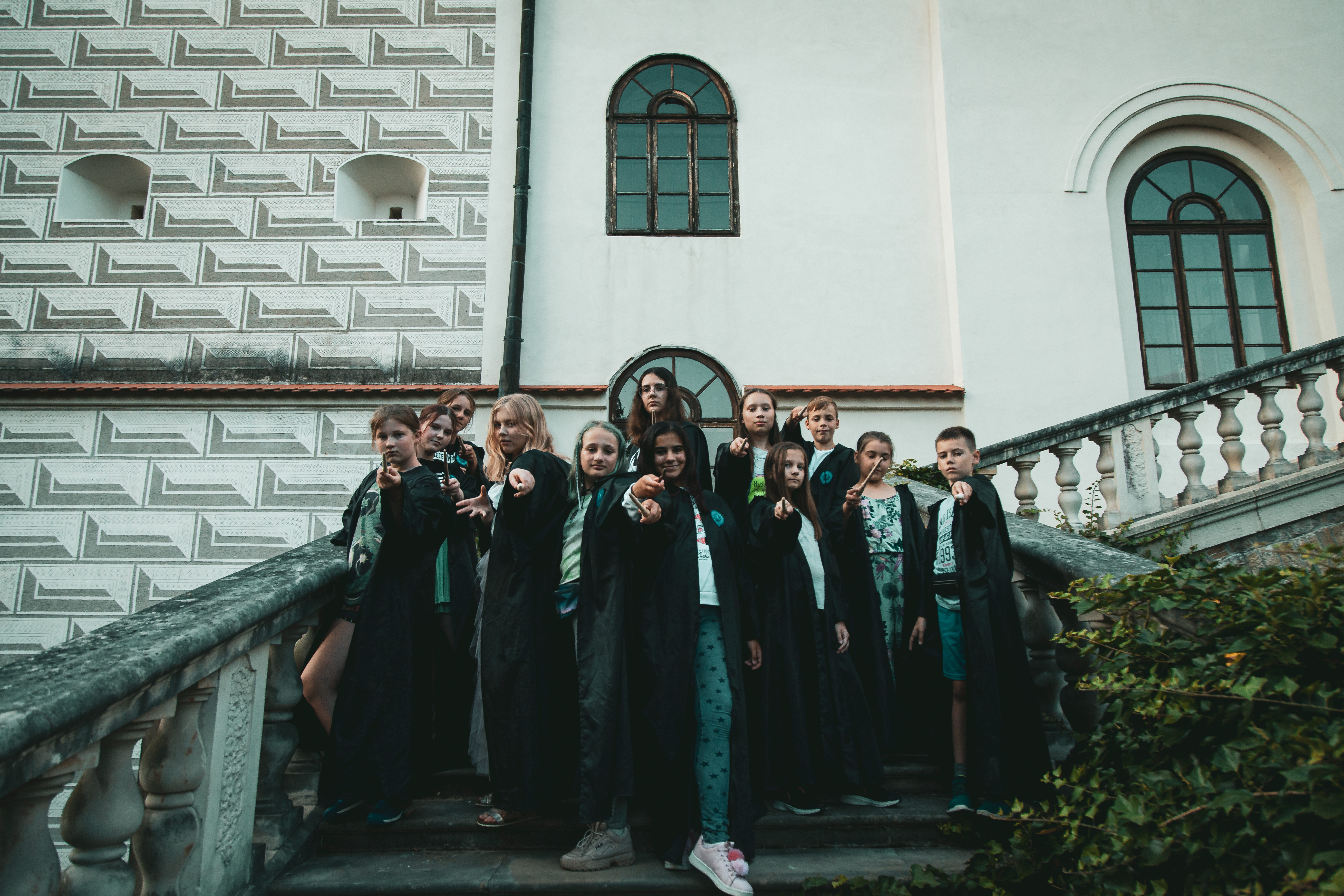
Kolonie tematyczne dla dzieci